# 大密克隆岛
大密克隆岛（法語：Grande Miquelon，發音：[ɡʁɑ̃d miklɔ̃]）是法国海外集体圣皮埃尔和密克隆的一座岛屿（或狭颈半岛），通过連島沙洲与朗格拉德岛相连，与朗格拉德岛和勒卡普半岛组成密克隆岛。行政上，大密克隆岛是密克隆-朗格拉德市镇的一部分。